# 트리엔트 공의회

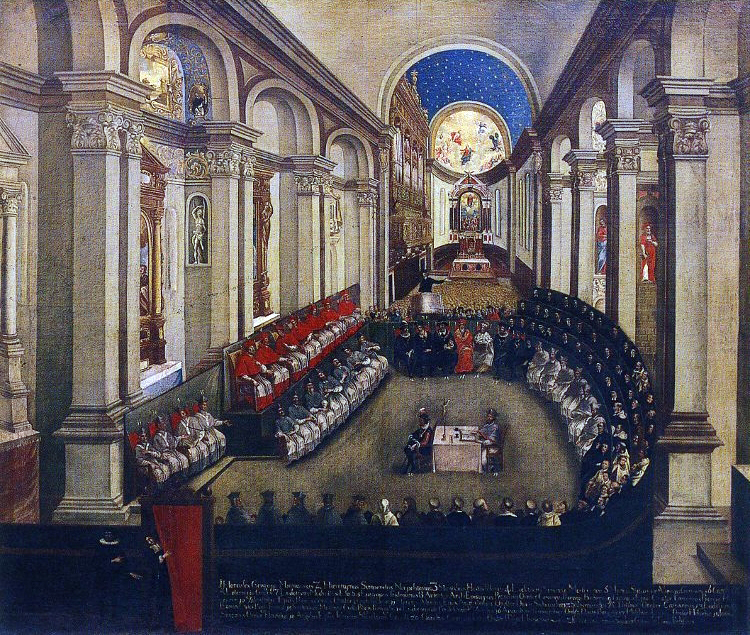
당시 트렌토의 산타 마리아 마조레 성당에 소집된 트렌토 공의회를 묘사한 17세기 그림.

트리엔트 공의회(라틴어: Concilium Tridentinum, 또는 트렌트 공의회)는 1545년부터 1563년까지 이탈리아 북부 트렌토(트리덴틴)와 볼로냐에 소집된 로마 가톨릭교회의 공의회이다. 이 공의회는 흔히 소위 종교개혁이라고 불리는 사건으로 인한
프로테스탄티즘의 출현에 자극받은 반종교개혁의 전형으로 묘사된다. 세계적 신학자 한스 큉은 트리덴틴 공의회를 한마디로 표현해, "개신교의 종교개혁 요구에 수많은 파문과 정죄로서 응답한 공의회'라고 말했다. 이 공의회의 목적은 종교개혁에 반발하여 '누가 이단이냐'를 가리는 것이 아니라 '무엇이 이단인가'를 밝혀 가톨릭 신앙 교리의 명확한 한계를 정립하기 위한 것이었다. 이 공의회는 반종교개혁의 독특한 고백 성격을 지닌 공의회였으며, 종교개혁으로 빠르게 개신교화 되고 있던 유럽을 재가톨릭화하려는 목적을 이루려는 공의회였다. 이 목적은 유럽 대부분 지역에서 정치적, 군사적으로 수행되었고 이 때문에 전 유럽에 엄청난 폭력의 홍수를 유발하였다.. 그로부터 400년이 지난 후, 교황 요한 23세는 제2차 바티칸 공의회를 준비하면서 트리덴틴 공의회에서 반포한 교령들은 ‘여전히 유효하다’고 단언했다.

## 개요
트리덴티노 공의회는 교령 뿐만 아니라 프로테스탄티즘을 이단으로 정의하고 공식적으로 규탄하였으며, 그에 대한 응답으로 로마 가톨릭 교회의 교리와 가르침에 대한 주요 성명을 천명하였다. 공의회는 성경을 비롯하여 성경의 경전, 성전, 원죄, 의화, 구원, 성사, 미사, 성인 공경 등 광범위한 주제를 다루었다. 공의회는 1545년 12월 13일부터 1563년 12월 4일까지 당시 신성 로마 제국에 속한 트렌토 주교령의 수도였던 트렌토에 소집되었으며, 1547년에는 볼로냐에 소집되었다. 1~8차 회기(1545-1547)는 공의회를 소집한 교황 바오로 3세가 주재했으며, 12~16차 회기(1551-1552)는 교황 율리오 3세가, 17~25차 회기(1562-1563)는 교황 비오 5세가 감독했다.
트렌토 공의회의 결과는 로마 가톨릭 교회의 전례와 생활에 있어서도 중요한 의미가 있다. 심사숙고한 끝에 공의회는 대중 라틴어 성경인 불가타 성경을 따라 오늘과 같은 정경 목록을 재확인하고 불가타 공식 표준판 성경을 펴내기 위한 위원회를 출범시켰다. 1565년 공의회가 끝난지 약 1년쯤 지나서 교황 비오 4세는 트리덴틴 신앙 고백을 발간하였으며, 그의 후임자 교황 비오 5세는 로마 교리서(1566년)와 성무일도서 개정판(1568년), 로마 미사 경본 개정판(1570년)을 잇달아 반포하였다. 이를 통해 트리덴틴 미사가 성문화되어, 이후 400년 동안 교회의 대표적인 미사 양식의 형태로 남게 되었다.
다음 세계 공의회인 제1차 바티칸 공의회(1869년)는 트렌토 공의회가 폐막한지 300년이 지나서야 소집되었다.

## 교령 목록
| 교리                            | 회기 | 날짜             | 법규 | 교령 |
| ------------------------------- | ---- | ---------------- | ---- | ---- |
| 성경                            | 4    | 1546년 4월 8일   | 없음 | 1    |
| 원죄                            | 5    | 1546년 6월 7일   | 5    | 4    |
| 의화                            | 6    | 1547년 1월 13일  | 33   | 16   |
| 성사                            | 7    | 1547년 3월 3일   | 13   | 1    |
| 세례성사                        | 7    | 1547년 3월 3일   | 14   | 없음 |
| 견진성사                        | 7    | 1547년 3월 4일   | 3    | 없음 |
| 성체성사                        | 13   | 1551년 10월 11일 | 11   | 8    |
| 고해성사                        | 14   | 1551년 11월 15일 | 15   | 15   |
| 종부성사                        | 14   | 1551년 11월 4일  | 4    | 3    |
| 혼인성사                        | 24   | 1563년 11월 11일 | 12   | 10   |
| 성인과 성인 유해 및 성화상 공경 | 25   | 1563년 12월 4일  | 없음 | 3    |
| 대사                            | 25   | 1563년 12월 4일  | 없음 | 1    |

## 같이 보기
- 반종교개혁
- 의로움의 주입
- 칭의
- 신인 협동설

## 참고 문헌
- 영어로 된 전문